# Vera la Taciturna
Vera la Taciturna (... – 1861) fu una "Stolta in Cristo" venerata santa dalla Chiesa ortodossa russa.

## Biografia
Non si ha nessuna certezza sulla reale vita ed identità di Vera prima del 1834. Alcune leggende hanno sostenuto che fosse in realtà la zarina Elisabetta Alekseievna la quale, dopo aver simulato la sua morte lontano da San Pietroburgo, si fosse dedicata alla vita contemplativa. Tra i sostenitori di questa tesi vi è chi fa notare come tra le celle dello stareta di Tomsk Fedor Kuzimič (ritenuto secondo un'altra leggenda lo stesso zar Alessandro I) e della monaca vi fossero delle somiglianze stupefacenti e che, inoltre, Vera decise di farsi seppellire nei pressi della tomba di Alessandra Sciubina, nobildonna che aveva fatto da madrina a Elisabetta durante la cerimonia di conversione all'ortodossia della futura imperatrice. In realtà, in mancanza di prove certe e concordanti riguardo alla reale identità della stessa, gli storici hanno ritenuto più probabile si trattasse della figlia del generale V.A. Butkevic', fuggita di casa in uno slancio mistico e mai più ricomparsa. La riservatezza di Vera inoltre non permise ai suoi contemporanei di svelare alla fonte chi lei in realtà fosse.
Le prime notizie riguardanti la santa riguardano la sua permanenza nella città di Thivin, dove soggiornò nella casa di una ricca e pia donna del luogo, per poi allontanarsene dopo pochi mesi continuando le sue peregrinazioni. Fermatasi in un villaggio nei pressi della città fu arrestata da un poliziotto il quale, trovandola sprovvista di documenti e non disposta a fornire i propri dati personali, la arrestò e la condusse dapprima nella prigione di Novgorod luogo da cui, in seguito, fu trasportata in manicomio. La scelta dell'autorità carceraria fu dovuta al comportamento a tratti folle e scomposto di Vera, che aveva difatti abbracciato il ruolo di "Stolta in Cristo", così com'erano chiamati coloro i quali simulando pazzia, vivendo in povertà e pregando incessantemente ritenevano di poter prendere parte alla Passione di Gesù.
La detenzione durò un anno e mezzo, fino a che, grazie all'intercessione della Contessa Orlova-Cemenskaja, fu liberata ed affidata al monastero femminile di Syrkov, sito nei pressi di Novgorod. Qui viveva in estrema solitudine, quasi sempre chiusa nella propria cella in costante preghiera e meditazione, non parlando mai con nessuno. Con le altre monache si intendeva difatti tramite segni delle mani, mentre era solita confessarsi al sacerdote scrivendo su un pezzetto di carta i propri peccati. Dormiva con un mattone sotto al cuscino con ai piedi del letto delle lunghe assi di legno, che simboleggiavano la sua bara. Scriveva incessantemente biglietti a Dio su dei fogli di carta nei quali gli manifestava tutto il suo amore. Nei modi di vita era molto continente: donava il superfluo e si vestiva unicamente di abiti di tessuto grezzo. Durante le giornate festive riceveva le visite: a coloro che la interrogavano era solita rispondere indicando una frase da un libro che apriva a caso, senza scambiare con nessuno nemmeno una parola.

## Miracoli e leggende devozionali
L'agiografia della santa riporta una serie di miracoli, per la maggior parte legati a una sua presunta capacità di predire eventi futuri, di cui di seguito se ne elencano i più significativi:
- Un numero elevato di persone si recavano al monastero per far visita alla santa silenziosa e per chiedere a lei consiglio. Un giorno una giovane madre si recò nella cella di questa insieme al proprio figlio malato. Non appena li vide Vera indicò con un dito dapprima l'immagine del Salvatore che teneva sulla parete e quindi la terra sotto i suoi piedi. Un mese dopo la visita il bambino morì.
- Vera morì pochi giorni dopo la Pasqua ortodossa del 1861. Il giorno prima della sua dipartita, intuendo avvicinarsi la morte, la santa si recò nella cella della monaca vicina e, dopo aver indicato un'icona di Gesù e la terra sotto i suoi piedi, se ne tornò lentamente da dove era venuta.